# Britannia inferior

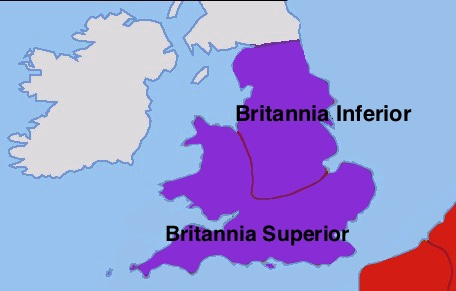
Das römische Britannien im 3. Jahrhundert

Britannia Inferior war eine Provinz des Römischen Reiches auf dem Gebiet des heutigen nördlichen und westlichen England. Britannia Inferior entstand im späten 2. oder frühen 3. Jahrhundert durch die Teilung der Provinz Britannia in Britannia Inferior und Britannia Superior.

## Historischer Hintergrund
Die Insel Britannien wurde durch Kaiser Claudius und seine Nachfolger erobert und zur Provinz Britannia des römischen Reichs gemacht. Das Gebiet der Provinz Britannia umfasste etwa das heutige England und Wales. Versuche, auch das Gebiet des heutigen Schottlands zu erobern, scheiterten, so dass im 2. Jahrhundert der Hadrianswall die nördliche Grenze der Provinz bildete. Die Berglandregionen im Norden und Westen des heutigen Englands unterschieden sich vom Süden und Osten, denn im romanisierten Süden hatte sich römische Lebensart und Kultur ausgebreitet, während im Norden und Westen die Provinz eher einem militärisch besetzen Gebiet mit von der Bevölkerung abgeschotteten Garnisonen glich.
Im 2. Jahrhundert entstand nach der Ermordung der Kaiser Commodus und Pertinax ein Machtkampf, an dem auch der Statthalter Britanniens, Clodius Albinus, beteiligt war. Als dieser von seinem Konkurrenten Septimius Severus besiegt wurde, war dies wohl der Anlass, die Provinz Britannien in Britannia Superior und Britannia Inferior zu teilen, um die Macht des Statthalters in Britannien zu beschränken.

## Umfang, Entstehung und weitere Entwicklung
Die heutige historische Forschung denkt, dass Britannia Inferior im Norden und in den Midlands des heutigen Englands lag, mit einem Legionslager in Eboracum (das heutige York). Britannia Inferior grenzte im Süden an Britannia Superior, das Wales und den Süden und Osten Englands einschließlich East Anglia umfasste. Im Norden grenzte Britannia Inferior an Gebiete nördlicher britannischer Stämme; der Hadrianswall bildete die Grenzlinie.
Ob Kaiser Septimius Severus oder sein Sohn und Nachfolger Caracalla für die Teilung der Provinz verantwortlich war, ist nicht eindeutig geklärt. Laut dem griechischen Geschichtsschreiber Herodian hat Septimius Severus die Teilung veranlasst. Heutige Historiker schließen aus Herodians Schrift, dass die Teilung im Jahr 197 stattfand. Die beiden neuen Provinzen sind auch durch Inschriften belegt, die älteste dieser Inschriften stammt jedoch aus der Zeit nach Severus’ Tod, was für eine spätere Teilung unter Caracalla spräche. Caracalla regelte auch die Befriedung der nördlichen Grenze der Provinz Britannia Inferior, in dem er Verträge mit den Stämmen der Kaledonier und Maeatae erneuerte.
Während Britannia Superior von einem kaiserlichen Legat in konsularischem Rang verwaltet wurde, hatte der Statthalter in Britannia Inferior lediglich den Rang eines Prätors. Dies entspricht der größeren wirtschaftlichen und kulturellen Bedeutung von Britannia Superior. In der heutigen Forschung wird jedoch debattiert, wie in unruhigen Zeiten an der Nordgrenze, dem Hadrianswall, militärisch vorgegangen wurde: Möglich ist, dass dann der ranghöhere Legat aus Britannia Superior die militärische Führung zur Abwehr der feindlichen britannischen Stämme im Norden übernahm. Durch Inschriften sind frühe Statthalter von Britannia Inferior gut belegt: C. Julius Marcus (213–214), Ulpius Marcellus der Jüngere (217–218), Modius Julius (219), Tiberius Claudius Paulinus (219/220), Marius Valerinius (221–222), Severus Alexander (222/223), Claudius Xenophon (223) und Maximus (225).
Im 4. Jahrhundert wurde sie durch die Verwaltungsreform des Kaisers Diokletian weiter in die Provinzen Britannia secunda im Norden, mit der Hauptstadt Eboracum, und Flavia Caesariensis, mit der Hauptstadt Lindum Colonia (Lincoln), unterteilt. 369 wurde außerdem die Provinz Valentia (benannt nach den Kaisern Valentinian und Valens) mit der Hauptstadt Luguvalium (Carlisle) abgetrennt.